# VT-21
Escadron d'entraînement 21
Le Training Squadron 21 ('TRARON TWO ONE ou VT-21) est un escadron de chasseur d'attaque du Naval Air Training Command de l'US Navy. Créé en 1949, il est basé actuellement à la Naval Air Station Kingsville, au Texas. Il est l'un des deux escadrons du Training Air Wing Two (TRAWING TWO). Deux autres escadrons du même type, appartenant au Training Air Wing One (TRAWING ONE) sont basés au Naval Air Station Meridian dans le Mississippi.

## Mission

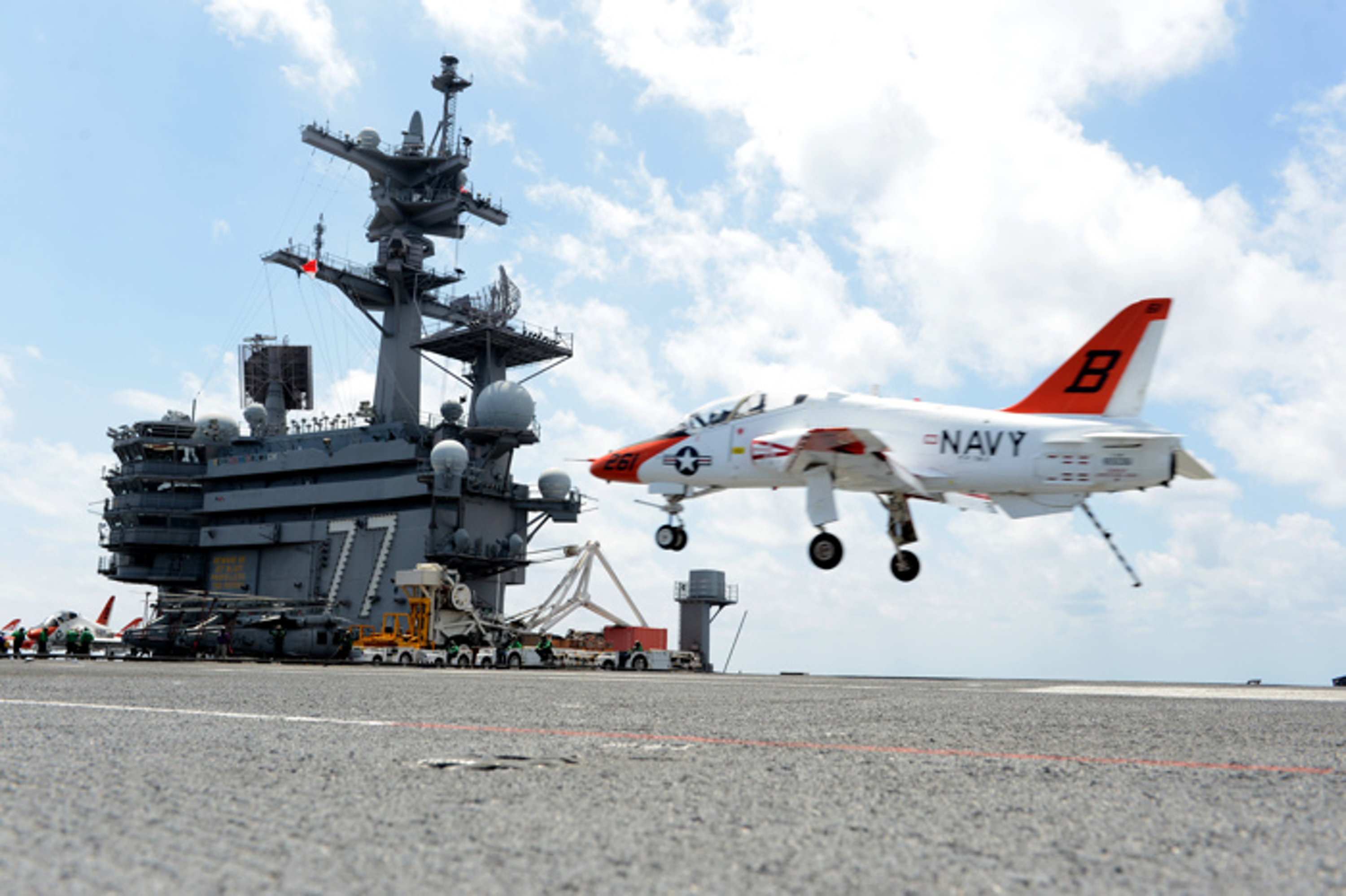
Appontage d'un T-45 Goshawk du VT-21 sur l'USS George H.W. Bush

Aujourd'hui, la mission du VT-21 est de former les futurs aviateurs de l'US Navy et des étudiants de l'aéronautique navale, ainsi que les aviateurs des alliés des États-Unis. Ils sont sélectionnés parmi les étudiants les plus performants qui ont suivi une formation de vol primaire dans le T-6B Texan II à la Naval Air Station Whiting Field au sein du Training Air Wing Five ou à la Naval Air Station Corpus Christi au sein du Training Air Wing Four.
Les étudiants sont ensuite formés sur le T-45C Goshawk sur un programme de 12 mois composé de systèmes, d'armes, d'aérodynamique, de procédures d'urgence et d'autres cours académiques, accomplissant plus de 120 vols. Les étudiants complètent normalement le programme en effectuant une série d'appontage sur un porte-avions. À la fin du programme de formation, les étudiants aviateurs navals affectés au VT-21 sont désignés comme aviateurs navals et reçoivent des affectations de suivi avec la Fleet Replacement Squadron avant leur première affectation dans la flotte.

## Historique
Le VT-21 a été initialement créé en tant qu' Advanced Training Unit Two-Zero-Two (ATU-202) en avril 1951, l'escadron a été renommé Flight Training Squadron-Two One le 21 mai 1960. Les premiers étudiants de l'US Navy et de US Marine Corps ont été formés sur le F-6F Hellcat. En mai 1954, l'escadron est passé à son premier avion à réaction, le F-9F Panther, l'escadron exploitant plus tard le F-9F8 Cougar à partir de janvier 1958.
Le 4 juin 1969, le VT-21 a reçu son premier avion d'attaque au sol TA-4J Skyhawk et le 8 juin 1970, le Douglas TA-4F Skyhawk est entré en service d'escadron.

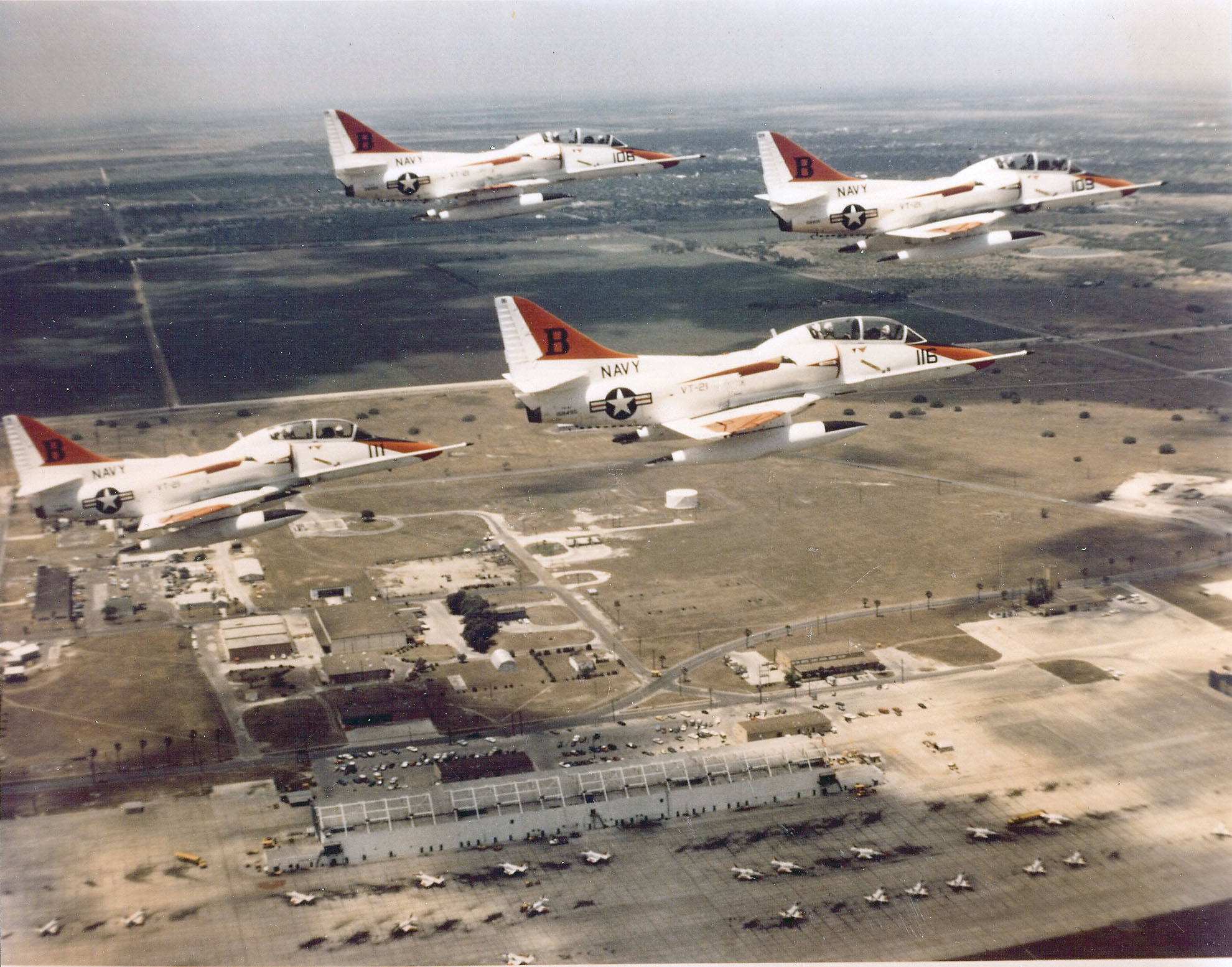
TA-4J Skyhawk du VT-21 en formation (années 1980)

En 1961, l'escadron est devenu le premier escadron d'entraînement avancé sur avion à réaction à accomplir plus de 15.000 heures consécutives sans accident. En février 1992, les Redhawks ont commencé la transition vers le T-45 'Goshawk.
Le VT-21 a également formé des pilotes aéronavals internationaux. Il a commencé à former des étudiants indiens en 2006 et a obtenu son diplôme de première classe pour la marine indienne en 2007. En outre, il a également formé des étudiants d'aéronavals français et, plus récemment, du Brésil. L'escadron est occupé et enregistre chaque année plus de 23.000 heures de vol et complète plus de 11.500 événements de programme d'étudiants pilotant le T-45C.